# Nereo Rocco
Nereo Rocco (n. 20 mai 1912, Trieste, Austro-Ungaria – d. 20 februarie 1979, Trieste, Italia) a fost un fotbalist și antrenor italian. El a fost unul din cei mai de succes antrenori italieni, și primul promotor al stilului catenaccio în țară.

## Palmares
A.C. Milan
- Serie A (2): 1961–62, 1967–68
- Coppa Italia (3): 1971–72, 1972–73, 1976–77
- Cupa Campionilor Europeni (2):  1962–63, 1968–69
- Cupa Cupelor UEFA (2): 1967–68, 1972–73
- Cupa Intercontinentală (1): 1969